# Привільненська сільська рада (Дубенський район)
Приві́льненська сільська́ ра́да — колишній орган місцевого самоврядування в Дубенському районі Рівненської області. Адміністративний центр — село Привільне.

## Загальні відомості
- Привільненська сільська рада утворена в 1963 році.
- Територія ради: 45,482 км²
- Населення ради: 2 143 особи (станом на 2001 рік)

## Населені пункти
Сільській раді підпорядковані населені пункти:
- с. Привільне
- с. Дубрівка
- с. Панталія
- с. Черешнівка

## Склад ради
Рада складається з 16 депутатів та голови.
- Голова ради: Момотюк Юрій Вікторович
- Секретар ради: Здолбіцька Віра Володимирівна

### Керівний склад попередніх скликань
| Прізвище, ім'я, по батькові | Основні відомості                                                                          | Дата обрання | Дата звільнення |
| --------------------------- | ------------------------------------------------------------------------------------------ | ------------ | --------------- |
| Момотюк Юрій Вікторович     | Сільський голова, 1970 року народження                                                     | 26.03.2006   | 31.10.2010      |
| Момотюк Юрій Вікторович     | Сільський голова, 1971 року народження, освіта вища, член політичної партії «Наша Україна» | 31.10.2010   |                 |

Примітка: таблиця складена за даними сайту Верховної Ради України